# Triclistus nigripes
Triclistus nigripes là một loài tò vò trong họ Ichneumonidae.